# Seafoodia
Seafoodia est une entreprise spécialisée dans le sourcing et la vente de produits de la mer. Son président est David Sussmann.

## Historique
En 1996, David Sussmann a fondé Seafoodexport dans le Rhode Island aux États-Unis.
En 1999, la société ouvre des filiales au Canada et en Norvège.
En 2002 l’entreprise est constituée de 24 personnes à Marseille. Parallèlement, de nouveaux bureaux sont ouverts en Norvège. 
En 2004 la société représente 33 personnes de 17 nationalités différentes avec des bureaux à Marseille, Warwick, Québec, Shanghai, Fosnavag[réf. nécessaire]. De nouveaux bureaux s’ouvrent en Chine. 
En 2005, Seafoodexport devient une SAS.
En 2016, Seafoodexport devient Seafoodia.
En 2017, Seafoodia crée un plan de responsabilité à 10 ans.
En 2018, Seafoodia annonce l'acquisition d'Argis Galac'Sea, société familiale basée à Lorient en France et spécialisée dans l'importation et la vente de produits de la mer surgelés.

## Produits
La gamme de produits de Seafoodia comprend des pélagiques, poissons de fond, crustacés, mollusques, poissons salés/séchés/fumés, poissons d’élevage, conserves de poissons, huiles et farines de poissons.
Les produits principaux viennent de l'Atlantique canadienne du Nord, de la Norvège, de l'Islande et de la Chine. L’entreprise travaille avec tous leurs fournisseurs, les usines et les clients. Seafoodia contrôle la production, la qualité, l'emballage, le transport et la logistique pour ses produits. L’équipe est responsable de la commercialisation de la gamme de produits.

## Informations économiques
- 400 millions d’€ de chiffre d’affaires en 2023[5]
- 120k tonnes de poissons vendues en 2023 [6]
- Seafoodia commercialise ses produits dans 70 pays et 5 continents [7]

## Marques
Poisson Sapeur Makayabu, L’Africaine, Cuisine & Océan, Jamway, Au marché de l’océan